# Cheiloneurus regis
Cheiloneurus regis är en stekelart som först beskrevs av Girault 1932.  Cheiloneurus regis ingår i släktet Cheiloneurus och familjen sköldlussteklar. Inga underarter finns listade i Catalogue of Life.